# I Love the Life I Live
| Recensione | Giudizio |
| ---------- | -------- |
| AllMusic   | [ 2 ]    |

I Love the Life I Live è un album discografico a nome di Mose Allison Trio, pubblicato dalla casa discografica Columbia Records nel febbraio del 1961.

## Tracce
Lato A
1. I Love the Life I Live – 2:22 (Willie Dixon) – Registrato il 30 giugno 1960 a New York
2. News – 3:12 (Mose Allison) – Registrato il 30 giugno 1960 a New York
3. Fool's Paradise – 3:31 (Johnny Fuller, Robert Geddins, David Rosenbaum) – Registrato il 28 giugno 1960 a New York
4. You Turned the Tables on Me – 3:52 (Sidney Mitchell, Louis Alter) – Registrato il 28 giugno 1960 a New York
5. Isobel – 4:00 (Al Cohn) – Registrato il 9 settembre 1960 a New York
6. You're a Sweetheart – 2:13 (Harold Adamson, Jimmy McHugh) – Registrato il 30 giugno 1960 a New York

Lato B
1. Night Ride – 3:12 (Mose Allison) – Registrato il 5 luglio 1960 a New York
2. Path – 3:34 (Mose Allison) – Registrato il 28 giugno 1960 a New York
3. Mad with You – 2:14 (Lightnin' Hopkins) – Registrato il 28 giugno 1960 a New York
4. Hittin' on One – 3:32 (Mose Allison) – Registrato il 30 giugno 1960 a New York
5. I Ain't Got Nobody (And Nobody Cares for Me) – 1:50 (Spencer Williams, Roger Graham) – Registrato il 9 settembre 1960 a New York
6. Can't We Be Friends – 4:25 (Paul James, Kay Swift) – Registrato il 9 settembre 1960 a New York

Edizione CD del 1994, pubblicato dalla Columbia/Legacy Records (CK 57880)
1. I Love the Life I Live – 2:21 (Willie Dixon)
2. News – 3:12 (Mose Allison)
3. Fool's Paradise – 3:30 (Johnny Fuller, Robert Geddins, David Rosenbaum)
4. You Turned the Tables on Me – 3:52 (Sidney Mitchell, Louis Alter)
5. Isobel – 3:58 (Al Cohn)
6. You're a Sweetheart – 2:12 (Harold Adamson, Jimmy McHugh)
7. Night Ride – 3:13 (Mose Allison)
8. Path – 3:35 (Mose Allison)
9. Mad with You – 2:15 (Lightnin' Hopkins)
10. Hittin' on One – 3:32 (Mose Allison)
11. I Ain't Got Nobody (And Nobody Cares for Me) – 1:51 (Roger Graham, Spencer Williams)
12. Can't We Be Friends – 4:25 (Paul James, Kay Swift)
13. The Pretty Girl Is Like a Melody – 3:18 (Irving Berlin) – Bonus Track - Previously Unissued
14. Am I Blue – 3:24 (Harry Akst, Grant Clarke) – Bonus Track - Previously Unissued

## Musicisti
I Love the Life I Live / News / You're a Sweetheart / Hittin' on One
- Mose Allison - pianoforte
- Mose Allison - voce (brani: I Love the Life I Live e You're a Sweetheart)
- Henry Grimes - contrabbasso
- Paul Motian - batteria

Fool's Paradise / You Turned the Tables on Me / Night Ride / Path / Mad with You
- Mose Allison - pianoforte
- Mose Allison - voce (brani: Fool's Paradise e Mad with You)
- Addison Farmer - contrabbasso
- Jerry Segal - batteria

Isobel / I Ain't Got Nobody (And Nobody Cares for Me) / Can't We Be Friends
- Mose Allison - pianoforte
- Mose Allison - voce (brano: I Ain't Got Nobody (And Nobody Cares for Me))
- Bill Crow - contrabbasso
- Gus Johnson - batteria

Note aggiuntive
- Teo Macero - produttore
- Bernie Friedman - fotografia copertina album[4]